# Соннеборн, Трейси Мортон
Трейси Мортон Соннеборн (англ. Tracy Morton Sonneborn; 19 октября 1905, Балтимор — 26 января 1981, Блумингтон) — американский зоолог, известный своими исследованиями простейших, прежде всего, инфузорий рода Paramecium, на которых он совершил ряд открытий, важных для понимания эволюции полового процесса, проблемы вида у простейших и роли различных клеточных структур в наследственности.

## Биография
Образование получил в Университете Джонса Хопкинса, сначала как бакалавр искусств, но на магистерской программе и при написании диссертации на степень доктора философии (Ph. D.) он специализировался по зоологии.
В 1939 г. переехал в Блумингтон (штат Индиана), где занял должность ассоциированного профессора зоологии в Индианском университете, в котором проработал до конца своих дней, с 1943 г. в должности профессора, с 1953 г. заслуженный профессор (Distinguished Professor). В 1975 г. вышел на пенсию, но продолжал свои научные занятия и поддерживал контакты со студентами почти до самой своей смерти.
Член Национальной академии наук США (1946), Американского философского общества (1952), Американской академии искусств и наук (1949), иностранный член Лондонского королевского общества (1964).
Отмечен Newcomb Cleveland Prize Американской ассоциации содействия развитию науки (1946), Кимберовской премией по генетике (1959) и медалью Менделя Чехословацкой АН (1965). Почетный доктор Университета Джонса Хопкинса (1957), Индианского университета (1979) и др.

## Избранные работы
- Sonneborn, T. Sex, sex inheritance and sex determination in Paramecium aurelia. // Proc. Natl. Acad. Sci. U.S.A. 1937. 23: 378-385.
- Sonneborn, T. Paramecium aurelia: mating types and groups; lethal interactions; determination and inheritance. // Am. Nat. 1939. 73: 390-412.
- Sonneborn, T. Relation of macronuclear regeneration in Paramecium aurelia to macronuclear structure, amitosis and genetic determination. // The Collecting Net. 1941. 16: 3-4.
- Sonneborn, T. Gene and cytoplasm. I. The determination and inheritance of the killer character in variety 4 of P. aurelia. // Proc. Natl. Acad. Sci. U.S.A. 1943a. 29: 329-338.
- Sonneborn, T. Gene and cytoplasm. II. The bearing of the determination and inheritance of characters in P. aurelia on the problems of cytoplasmic inheritance, Pneumococcus transformations, mutations and development. // Proc. Natl. Acad. Sci. U.S.A. 1943b. 29: 338-343.
- Sonneborn, T. Gene action in Paramecium. // Ann. Mo. Bot. Garden. 1945. 32: 213-221.
- Sonneborn, T. Experimental control of the concentration of cytoplasmic genetic factors in Paramecium. // Cold Spring Harbor Symp. Quant. Biol. 1946. 11: 236-255.
- Sonneborn, T. The determination of hereditary antigenic differences in genically identical Paramecium cells. // Proc. Natl. Acad. Sci. U.S.A. 1947. 34: 413-418.